# Suytkade
Suytkade is het nieuwste stadsdeel van de gemeente Helmond. De wijk wordt vanaf 2005 ontwikkeld en zal bij voltooiing onder andere bestaan uit 1000 huizen. Ook is er bij Suytkade plaats voor kantoren, 'schone' industrie, ontspanning en onderwijs (MBO/HBO) op een zogenaamde "Groen campus".
Het nieuwe stadsdeel ligt ten zuiden van de spoorlijn Eindhoven-Venlo op het terrein van de voormalige Hatéma fabrieken. Ten westen ligt het gebouwencomplex de Nederlandsche Cacaofabriek.